# Auguste Beernaert
Auguste Marie François Beernaert (Ostende, 26 de julho de 1829 — Lucerna, Suíça, 6 de outubro de 1912) foi um jurista e político belga.
Foi primeiro-ministro da Bélgica por quase dez anos consecutivos (de outubro de 1884 a março de 1894). Recebeu o Nobel da Paz em 1909, membro do Tribunal Permanente de Arbitragem.
Advogado de profissão, Beernaert foi eleito para a câmara de deputados belga em 1873 e mais tarde serviu como ministro das obras públicas. Foi primeiro-ministro e Ministro das finanças de 1884 a 1894. Em 1895 foi eleito presidente da Câmara dos deputados.
Ocupou o cargo de Presidente da Associação de direito internacional de 1903 a 1905. Foi representante da Bélgica na conferência de paz de Haia em 1899 e 1907. Em 1909, aos 80 anos de idade, foi agraciado com o Nobel da Paz.